# Ватрасов, Александр Александрович
Александр Александрович Ватрасов - советский хозяйственный, государственный и политический деятель.

## Биография
Родился в 1949 году в деревне Скачки.
С 1966 года - на хозяйственной, общественной и политической работе. В 1966-1989 гг. — студент Тюменского лесотехнического техникума, водитель новой лесозаготовительной техники, создатель и бригпдир комсомольско-молодежной бригады в Комсомольском леспромхозе Советского района Ханты-Мансийского автономного округа.
За повышение эффективности изысканий и использования природных ресурсов в 1979 году была присуждена Государственная премия СССР за выдающиеся достижения в труде.
Избирался депутатом Верховного Совета РСФСР 10-го созыва.
Умер в 1999 году в Югорске.